# Asotin County
Asotin County je okres ve státě Washington ve Spojených státech amerických. K roku 2010 zde žilo 21 623 obyvatel. Správním městem okresu je Asotin. Celková rozloha okresu činí 1 660 km².